# Мечеть Омара Али Сайфуддина

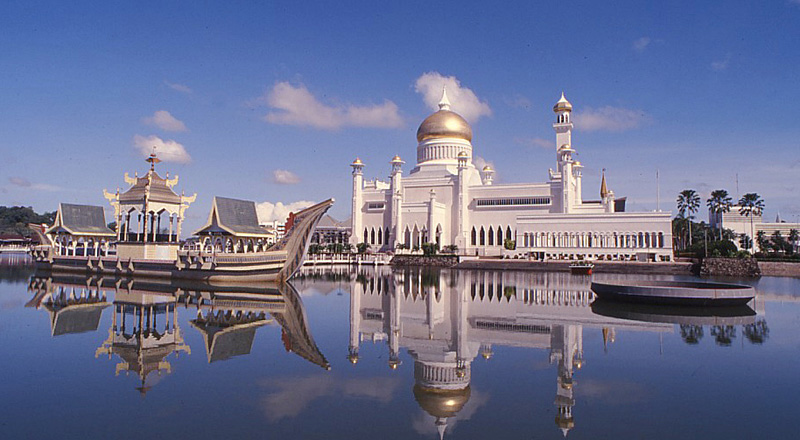
Мечеть Омара Али Сайфуддина и церемониальная лодка.

Мечеть Омара Али Сайфуддина (малайск. Masjid Omar Ali Saifuddien, джави مسجد السلطان عمر علي سيف الدين) — королевская мечеть, расположенная в Бандар-Сери-Бегаване, в столице Султаната Бруней. Мечеть можно классифицировать как одну из самых захватывающих мечетей в Азиатско-Тихоокеанском регионе и главной достопримечательности Брунея.

## История
Названа в честь 28-го Султана Брунея, эта мечеть — символ ислама в Брунее. Она доминирует над горизонтом в столице, Бандар-Сери-Бегаване. Здание было закончено в 1958 и является внушительным примером современной исламской архитектуры. Это — одна из главных достопримечательностей в столице и в стране вообще.

## Архитектура
Архитектура мечети имеет влияние и исламских и итальянских стилей. Разработанный итальянским архитектором, мечеть построена на искусственной лагуне около набережной реки. Мечеть Омара Али Сайфуддина состоит из мраморных минаретов и золотых куполов, с внутренними дворами и плодородными садами, заполненными фонтанами. Мечеть славится множеством деревьев и цветочных садов, которыми в исламе интерпретирован рай. Около мечети есть длинный мост, через лагуну к водной деревни. Кроме того, есть другой мраморный мост, соединяющийся со скульптурой в воде, которая напоминает судно и используется для официальных государственных церемоний.
Главный купол, покрыт чистым золотом. Мечеть достигает 52 м в выс. и может служить ориентиром в Бандар-Сери-Бегаване. Главный минарет — особенность мечети. В нём воплощён стиль Ренессанса и итальянский архитектурный стиль, который является уникальной темой, который есть в немногих (считанных) мечетях во всем мире. У минарета есть современный лифт, поднявшись на нём, с вершины минарета, можно увидеть панорамный вид города.
Интерьер молельного зала изобилует великолепным мозаичным стеклом, в нём так же много арок, полусводов и мраморных колонок. Почти весь материал, используемый в строительстве здания, был привезён из других стран. Например, мрамор из Италии, гранита из Шанхая, хрустальные люстры из Англии и ковры из Саудовской Аравии.